# Sítio Arqueológico da Pedra Pintada (Barão de Cocais)
O Sítio Arqueológico da Pedra Pintada é um sítio arqueológico localizado no município brasileiro de Barão de Cocais, mais especificamente no distrito de Cocais, e mantém uma série de registros da presença humana que datam de 6 mil a 10 mil anos, dentre os quais diversas pinturas rupestres. Localiza-se próximo à Serra da Conceição. Está localizado em área particular, mas está aberto à visitação mediante pagamento de uma pequena taxa.

## Pinturas rupestres
O sítio possui 122 pinturas rupestres feitas com pigmentos minerais, basicamente o ferro, divididas em três painéis. As pinturas registram de maneira predominante animais, dentre mamíferos, aves e peixes, além de lanças e pontas de flechas.